# Láchar
Láchar è un comune spagnolo di 3 249 abitanti situato nella comunità autonoma dell'Andalusia. Si trova nella parte occidentale dell'area metropolitana di Granada. Limita con i comuni di Fuente Vaqueros, Cijuela e Pinos Puente. Altre località vicine sono Chauchina, Valderrubio e Romilla. Nel territorio comunale scorre il fiume Genil.
Il consiglio lacharegno è costituito dai nuclei di Láchar e di Peñuelas. Le attività produttive principali sono la costruzione, l'industria e sempre meno l'agricoltura.

## Amministrazione

### Gemellaggi
- Brenna (Italia)